# پاوله نینکوف
پاوله نینکوف (صربی: Pavle Ninkov؛ زادهٔ ۲۰ آوریل ۱۹۸۵) بازیکن فوتبال اهل صربستان است.
از باشگاه‌هایی که در آن بازی کرده‌است می‌توان به باشگاه فوتبال چوکاریچکی، باشگاه فوتبال راد، باشگاه فوتبال ستاره سرخ بلگراد، و باشگاه فوتبال تولوز اشاره کرد.
وی همچنین در تیم ملی فوتبال صربستان بازی کرده‌است.